# Mussy-la-Fosse
Mussy-la-Fosse è un comune francese di 79 abitanti situato nel dipartimento della Côte-d'Or nella regione della Borgogna-Franca Contea.

## Società

### Evoluzione demografica
Abitanti censiti